# Alpnach
Alpnach es una comuna suiza del cantón de Obwalden situada al extremo norte del cantón, en la frontera con los cantones Lucerna y Nidwalden. Limita al norte con las comunas de Schwarzenberg (LU) y Hergiswil (NW), al este con Stansstad (NW) y Ennetmoos (NW), al sur con Kerns y Sarnen, y al oeste con Entlebuch (LU).
Forman parte del territorio comunal las localidades de Alpnach Dorf, Alpnachstad, Rengg y Schoried.

## Turismo
Gracias a su ubicación, también es denominado Portal de Obwalden. En el pueblo principal Alpnach Dorf se ubica la iglesia católica de Santa María Magdalena, con un campanario con punta aguda de 96 metros de altura. El pueblo de Alpnachstad, ubicado en el norte del distrito, es la zona más turística por ser punto de inicio para llegar a la montaña de Pilatus con un tren de cremallera, y a la vez con tener acceso a una ramificación del lago de los Cuatro Cantones (Vierwaldstättersee), llamado Alpnachersee, con su muelle de barcos. Alpnach es punto inicial para practicar caminata por una red variada de caminos llanos y montañosos.

## Trabajo
- El 16% de la población se dedica a la agricultura.
- El 47% se dedica a la industria.
- El 42% se dedica al sector de los servicios.

En Alpnach existen variedades de industrias pequeñas y medianas, una gran cantidad de ellas en la elaboración de productos de madera (parqué, construcción de edificios, muebles). Pero también existen diversas producciones en construcción, vidrería, microelectrónica, desarrollo de software y mantenimiento de helicópteros en el aeropuerto militar de la comuna (código OACI = LSMA).

## Curiosidades

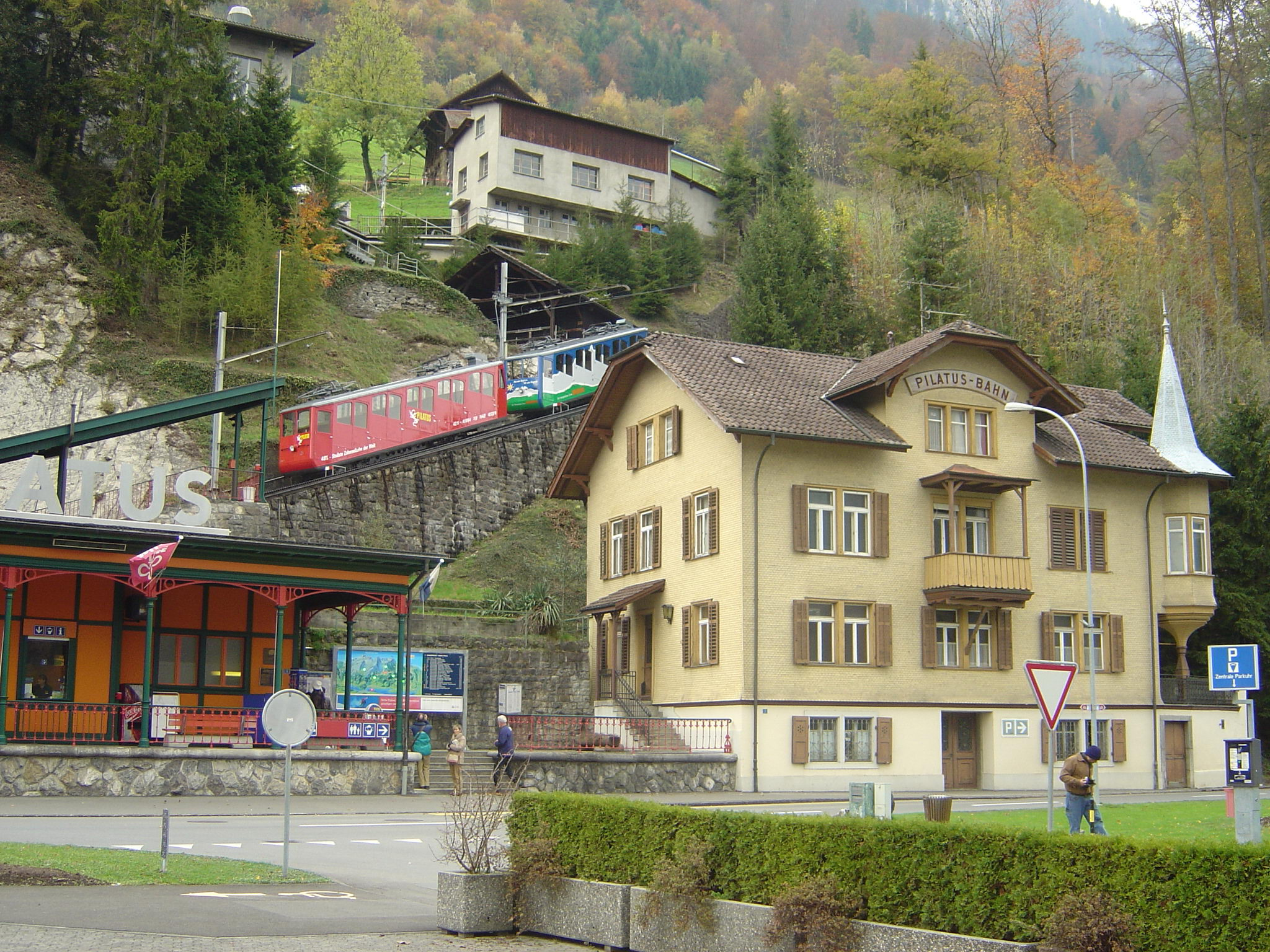
Estación del ferrocarril del Pilatus.

En esta comuna se encuentra el ferrocarril de cremallera más inclinado del mundo (49% de inclinación) que conduce desde Alpnachstad hasta el monte Pilatus en una altura de 2312 metros.